# Erna Herbers
Erna Herbers (* 2. Mai 1925 in Amsterdam als Erna Westhelle) ist eine deutsche Schwimmerin und Olympiateilnehmerin. Sie startete für Undine 1910 Mönchengladbach und den ETV Hamburg.

## Karriere
Herbers, Tochter einer Niederländerin und eines Deutschen, gewann 1943 und 1948 jeweils die deutsche Meisterschaft über 100 m Rücken.
Über diese Strecke ging sie unter ihrem Ehenamen Herbers zusammen mit Gertrud Herrbruck bei den Olympischen Spielen 1952 in Helsinki an den Start. Während Herrbruck sich für das Finale qualifizieren konnte, schied Herbers mit einer Zeit von 1:23,1 min im Vorlauf aus und kam in der Gesamtwertung unter 20 Teilnehmerinnen auf Platz 18.